# معناسازی
معناسازی (به انگلیسی Sensemaking یا sense-making) فرایندی است که در آن مردم به تجارب جمعی خود معانی اطلاق می‌کنند. این فرایند را به عنوان «توسعه گذشته‌نگر مداوم تصاویر محتمل، که کاری را که مردم انجام می‌دهند را عقلانی می‌کنند» تعریف کرده‌اند (Weick, Sutcliffe, &amp; Obstfeld, 2005, p. 409). این مفهوم توسط کارل ویک در دهه ۱۹۷۰به مطالعات سازمانی معرفی شد و در حوزه نظریه و عمل مؤثر بوده‌است. کارل ویک قصد داشت که به جای تمرکز سنتی نظریه پردازان سازمان بر تصمیم‌گیری به فرآیندهایی بپردازد که در آن معنای تصمیمات در رفتار وضع شده برساخته می‌شود.

## ریشه در روان‌شناسی اجتماعی
در سال ۱۹۶۶، دانیل کاتز و رابرت ال کان روان‌شناسی اجتماعی سازمان‌ها را منتشر کردند (کاتز و کان، ۱۹۶۶). در سال ۱۹۶۹، کارل ویک در کتاب خود با عنوان روان‌شناسی اجتماعی سازماندهی، از عنوان کتاب کاتز و ال کان استفاده کرد و فقط تمرکز را از سازمان به عنوان موجودیت به سازماندهی به عنوان یک فعالیت تغییر داد. به‌طور ویژه ویرایش دوم که ده سال بعد منتشر شد (ویک، ۱۹۷۹) رویکرد ویک در مطالعات سازمانی را تثبیت کرد.

## رویکرد ویک به معناسازی
ویک هفت ویژگی معناسازی را شناسایی کرد (ویک، ۱۹۹۵):
1. هویت و شناسایی محوری است - ذهنیت افراد در مورد بافتاری که در آن قرار دارند، وضع واقعیت و چگونگی تفسیر رویدادها از سوی آن‌ها را شکل می‌دهد (پرات، ۲۰۰۰؛ کوری و براون، ۲۰۰۳؛ ویک، و همکاران، ۲۰۰۵؛ تورلو و میلز، ۲۰۰۹؛ واتسون، ۲۰۰۹).
2. گذشته نگری فرصتی برای معناسازی فراهم می‌کند: گذشته نگری بر آنچه مردم به آن توجه می‌کنند تأثیر می‌گذارد (دانفورد و جونز، ۲۰۰۰)، بنابراین توجه و وقفه در توجه به فرایند معناسازی بسیار مربوط می‌شود (Gephart, 1993).
3. مردم محیطی که با آن مواجه می‌شوند را در گفت‌وگوها و روایت‌ها وضع می‌کنند (برونر، ۱۹۹۱؛ واتسون، ۱۹۹۸؛ کری و براون، ۲۰۰۳). همان‌طور که مردم صحبت می‌کنند و داستان‌های روایی می‌سازند، این کار به آنها کمک می‌کند تا آنچه را که فکر می‌کنند درک کنند، تجربیات خود را سازماندهی کنند و رویدادها را کنترل و پیش‌بینی کنند (ایزابلا، ۱۹۹۰؛ ویک، ۱۹۹۵؛ ابوالافیا، ۲۰۱۰) و پیچیدگی را در بافتار مدیریت تغییر کاهش دهند (کومار و سینگال، ۲۰۱۲).
4. معناسازی یک کنش اجتماعی است که در آن داستان‌های محتمل حفظ، نگهداری یا به اشتراک گذاشته می‌شوند (ایزابلا، ۱۹۹۰؛ مایتلیس، ۲۰۰۵). با این حال، خود گویندگان هم مخاطب معناسازی هستند (واتسون، ۱۹۹۵) و روایت‌ها «هم فردی و هم مشترک هستند… محصول در حال تکامل گفتگو با خود و دیگران» (کوری و براون، ۲۰۰۳: ۵۶۵).
5. معناسازی همواره در جریان است، بنابراین افراد همزمان محیطی را که با آن مواجه می‌شوند را شکل می‌دهند و نسبت به آن واکنش نشان می‌دهند. همان‌طور که آنها خود را در این محیط بازتاب می‌دهند و پیامدهایی را مشاهده می‌کنند، در مورد هویت خود و صحت روایت‌های خود از جهان یادمی‌گیرند (Thurlow &amp; Mills, 2009). این یک فرایند بازخورد است، بنابراین حتی زمانی که افراد هویت خود را از رفتار دیگران نسبت به خود استنباط می‌کنند، سعی می‌کنند بر این رفتار تأثیر بگذارند. همان‌طور که ویک استدلال کرد، "ایده اساسی معناسازی این است که واقعیت یک دستاورد مداوم است که از تلاش برای ایجاد نظم و درک گذشته نگر از آنچه رخ می‌دهد پدید می‌آید" (Weick, 1993: 635).
6. افراد علامت‌هایی را از بافتار استخراج می‌کنند که به آنها کمک می‌کند در مورد مرتبط بودن اطلاعات و قابل قبول بودن توضیحات تصمیم بگیرند (سالانک و پففر، ۱۹۷۸؛ براون، استیسی و نانداکومار، ۲۰۰۷). علامت‌های استخراج‌شده، نقاط مرجعی را برای پیوند ایده‌ها با شبکه‌های گسترده‌تر معنایی فراهم می‌کنند و «ساختارهای ساده و آشنایی هستند مانند بذرهایی که پس از کاشته شدن به افراد در ایجاد درک بزرگ‌تری از آنچه ممکن است رخ دهد، کمک می‌کنند». (ویک، ۱۹۹۵: ۵۰).
7. مردم معقول بودن روایت رویدادها و بافتارها را به صحت و دقت روایت ترجیح می‌دهند (کوری و براون، ۲۰۰۳؛ براون، ۲۰۰۵؛ ابوالفیا، ۲۰۱۰): "در جهانی چند پهلو و پست مدرن، آغشته به سیاست تفسیر و منافع متضاد و که افرادی هویت‌های متغیر چندگانه در آن سکنی گزیده‌اند، وسواس در مورد صحت و دقت، بی‌ثمر به نظر می‌رسد و در عمل کمک چندانی نیز نمی‌کند» (Weick, 1995: 61).

هر یک از این هفت جنبه با دیگری تعامل و در هم تنیدگی دارند تا افراد رویدادها را تفسیر کنند. تفاسیر آنها از طریق روایات - نوشتاری و گفتاری - آشکار می‌شود که (کوری و براون، ۲۰۰۳)، از طریق استدلال نموداری و کردارهای مادی مرتبط (هاف، ۱۹۹۰؛ استیگلیانی و راواسی، ۲۰۱۲) معناهای اطلاق شده فهم آنها از رویدادها را منتقل می‌کند.

### از تصمیم‌گیری تا معناسازی
با ظهور دیدگاه معناسازی مطالعات سازمانی از چگونگی اثرگذاری تصمیم‌ها بر شکل سازمان‌ها، تمرکزش به نحوه‌ای که معنا سازمان‌دهی را هدایت می‌کند تغییر می‌کند (ویک، ۱۹۹۳). هدف این بود که فعالیت عمدتاً شناختی چارچوب‌بندی معنادارسازی موقعیت‌های تجربه‌شده مورد توجه قرار بگیرد. معناسازی فرآیندی تعاملی برای ایجاد آگاهی و درک مشترک از دیدگاه‌ها و علایق متکثر افراد مختلف است.

### از برنامه‌ریزی تا کنش
محققان معناسازی به جای پیچیدگی‌های برنامه‌ریزی بیشتر نسبت به جزئیات کنش علاقه‌مند هستند (Weick, 1995, p. 55).

### عدم قطعیت، ابهام و بحران
رویکرد معناسازی اغلب هنگام مواجه سازمان‌ها با موقعیت‌های نامشخص یا مبهم، برای این استفاده می‌شود که نسبت به عوامل مطرح شده بینش ارائه کند (Weick 1988، ۱۹۹۳؛ Weick et al. , 2005). با شروع دهه ۱۹۸۰ با تحلیل مؤثر مجدد فاجعه بوپال، نام ویک با مطالعه معناسازی موقعیتی که بر نتایج بلایا تأثیر می‌گذارد مرتبط شد (Weick 1993).

## دسته‌بندی‌ها و مفاهیم مرتبط
مروری بر ادبیات معناسازی در سازمان‌ها در سال ۲۰۱۴، ده‌ها دسته مختلف از حس‌سازی و نیم‌دوجین مفهوم مرتبط با معناسازی را شناسایی کرد (میتلیس و کریستینسون، ۲۰۱۴). طبقه‌بندی‌های معناسازی عبارت بودند از: ذهنیت وکالتی(constituent-minded)، فرهنگی، بوم‌شناسی، محیطی، آینده‌گرا(future-oriented)، بین‌فرهنگی، بین‌فردی، بازاری، سیاسی، اجتماع‌گرا، آینده‌نگر و زیرکانه. مفاهیم مربوط با معناسازی عبارتند از: معناشکنی(sensebreaking)، معناخواهی(sensedemanding)، مبادله معنا(sense-exchanging)، معنادهی(sensegiving)، معنانهان‌سازی(sensehiding)، و مشخص‌سازی معنا(sense specification).

## دیگر کاربردها
معناسازی در مرکز چارچوب مفهومی عملیات شبکه محور نظامی (NCO) وزارت دفاع ایالات متحده قرار دارد (گارستکا و آلبرتس، ۲۰۰۴). در یک محیط نظامی مشترک/ائتلافی، معنابخشی بخاطر عوامل فنی، اجتماعی، سازمانی، فرهنگی و عملیاتی متعدد پیچیده می‌شود. یک فرضیه اصلی عملیات شبکه محور این است که کیفیت درک و همکاری مشترک در یک نیروی «شبکه ای قوی» بهتر از یک نیروی سکومحور خواهد بود و افراد را برای تصمیم‌گیری بهتر توانمند می‌کند. بر اساس نظریه عملیات شبکه محور، یک رابطه تقویت‌کننده متقابل بین معنابخشی فردی، معنابخشی اشتراکی و تعامل و همکاری وجود دارد.
در کاربردهای دفاعی، نظریه‌پردازان معناسازی در درجه اول بر چگونگی توسعه آگاهی و درک مشترک در سازمان‌های فرماندهی و کنترل در سطح عملیاتی تمرکز کرده‌اند. در سطح تاکتیکی، افراد محیط فیزیکی آنی خود را نظارت و ارزیابی می‌کنند تا تخمین بزنند که عناصر مختلف در لحظه بعدی کجا خواهند بود. در سطح عملیاتی، که وضعیت بسیار گسترده‌تر، پیچیده‌تر و نامطمئن‌تر است و در طول ساعت‌ها و روزها تکامل می‌یابد، سازمان باید به‌طور جمعی تمایلات، نیات و قابلیت‌های دشمن را درک کند، و همچنین اثرات (اغلب ناخواسته) ناشی از اقدامات نیروی خود بر روی یک سیستم پیچیده از سیستم‌ها را پیش‌بینی کند. .
معناسازی در ادبیات ایمنی بیمار نیز مورد مطالعه قرار گرفته‌است (Battles, et al. 2006). این دیگاه به عنوان یک چارچوب مفهومی برای شناسایی و تشخیص موقعیت‌های بیمار پرخطر استفاده شده‌است. به عنوان مثال، رودز، و همکاران. (۲۰۱۵) معنابخشی و ایجاد مشترک ایمنی بیماران مراقبت‌های اولیه پزشکی را بررسی کرد.
گزارش شده‌است که دورکاری می‌تواند در فرایند معناسازی اختلال ایجاد کند.